# Lilla Ärsjön
Lilla Ärsjön är en sjö i Varbergs kommun i Halland och ingår i Viskans huvudavrinningsområde.